# シルバー・ライニング
| 専門評論家によるレビュー           | 専門評論家によるレビュー |
| 総スコア                           | 総スコア                 |
| 出典                               | 評価                     |
| ---------------------------------- | ------------------------ |
| Metacritic                         | (74/100)                 |
| レビュー・スコア                   |                          |
| 出典                               | 評価                     |
| オールミュージック                 | [ 2 ]                    |
| ビルボード                         | (favorable)              |
| Blender                            | [ 1 ]                    |
| E!オンライン                       | B+                       |
| エンターテインメント・ウィークリー | B                        |
| PopMatters                         | [ 1 ] [ 5 ]              |
| Q                                  | [ 1 ]                    |
| ロバート・クリストガウ             | B−                       |
| ローリング・ストーン               | [ 7 ]                    |
| Uncut                              | [ 1 ]                    |

『シルバー・ライニング』（原題：Silver Lining）は2002年にリリースされたボニー・レイットの14枚目のアルバム。「忘れられないあなたへ」、「ヒアー・ミー・ロード」の2曲には多くのマリ人ミュージシャンが参加している。 

## トラックリスト
1. 「フールズ・ゲーム - Fool's Game」（ジョン・クリアリー）– 4:08
2. 「暗闇を抜けて - I Can't Help You Now」（ゴードン・ケネディ、ウェイン・カークパトリック、トミー・シムズ）– 3:13
3. 「希望の光 - Silver Lining」（デビッド・グレイ）– 6:19
4. 「新しい人生 - Time of Our Lives」（テロン・ビール 、トミー・シムズ）– 4:00
5. 「夜を待てない - Gnawin' on It」（レイット、ロイ・ロジャース）– 4:44
6. 「モンキー・ビジネス - Monkey Business」（ジョン・クリアリー）– 3:36
7. 「離れていても… - Wherever You May Be」（アラン・ダービー、ギャビン・ホジソン）– 5:31
8. 「ヴァレー・オブ・ペイン - Valley of Pain」（ロブ・マテス、アレン・シャンブリン）– 4:27
9. 「ヒアー・ミー・ロード - Hear Me Lord」（オリバー・”トゥク”・ムトゥクジ）– 5:09
10. 「忘れられないあなたへ - No Gettin' Over You」（レイット）– 4:45
11. 「バック・アラウンド - Back Around」（アビブ・コワテ、レイット）– 5:15
12. 「時に癒されるまで - Wounded Herat」（ジュード・ジョンストン）– 4:13

## パーソネル
- ボニー・レイット – リードボーカル、 スライドギター 、バッキングボーカル（1）、オルガンアレンジメント（3）、ホーンアレンジメント（5）
- ジョージ・マリネリ – アコースティックギター 、 エレキギター 、 マンドリン 、ハーモニーボーカル（3）、バッキングボーカル（9）、 マンドリン （10）
- ジェームス・”ハッチ”・ハチンソン – ベースギター 、アコースティックギター（11）
- ジョン・クリアリー – キーボード 、バッキングボーカル、デュエットボーカル（1）
- ミッチェル・フルーム – オルガン 、 シンセサイザー 、 クラビネット （2）、 マルクソフォン （3）、追加のアコースティックピアノ（3）
- リッキー・ファタール –ドラム、 パーカッション 、バッキングボーカル（9）
- スティーブ・ベルリン – バリトンサックス
- トミー・シムズ - バッキング・ボーカル、エレキギター（4）
- バーナード・ファウラー – バッキング・ボーカル

ゲストミュージシャン： 
- アンディ・アバッド – リードギター（9）
- アレックス・アクーニャ – コンガ （9）、 トーキングドラム （9）
- スレイマン・アン – カラバッシュ（10）
- ケレティギ・ジャバテ – バラフォン （10）
- フリーボ – チューバ （9）
- ゲイリー・ゴールド – スネアドラム（5）
- アブビ・コワテ – ガット・ギター （10）
- マハマドゥ・コネ – トーキングドラム（10）
- アーノルド・マッカラー – バッキング・ボーカル（7）
- スティーブ・レイット – バッキングボーカル（1）
- ロイ・ロジャース – スライドギター（5）
- アンドリュー・シェップス –ドラムループ（2）
- ベンモント・テンチ – アコースティックピアノ（11）
- ピート・トーマス – パーカッション（8）
- フレッド・ホワイト – バッキング・ボーカル（7）

## プロダクション
- プロデューサー – ボニー・レイット、 チャド・ブレイク 、ミッチェル・フルーム。
- プリプロダクション・アシスタント – トム・コルウィン
- レコーディング – チャド・ブレイク（1-10、12）、ジョン・パテルノ(11)
- レコーディング・アシスタント – ジャッキー・ブレイク（1-10、12）、アダム・サミュエルズ(11)
- オーバーダビング - ジョン・パテルノ (2)、クレイグ・コンラッド (2のアシスタント)
- ミキシング - チャド・ブレイク
- ミキシング・アシスタント - クレア・ルイス (2)
- Real World Studios （イギリス、ウィルトシャー）でミキシング。
- ProToolsエンジニア – ジャッキー・ブレイク
- Gateway Mastering（メイン州ポートランド）でボブ・ラドウィックがマスタリング。
- アート・ディレクションとデザイン – ノーマン・ムーア
- 写真 – チャド・ブレイク、アンカッティング、 ヘンリー・ディルツ 、パット・ジョンソン
- スタイリスト – ケイト・リンゼイ
- メイクアップ – ルシアン・ザミット

## チャート
アルバム - ビルボード （北米） 
| 年   | チャート                     | ポジション |
| ---- | ---------------------------- | ---------- |
| 2002 | ビルボード200                | 13         |
| 2002 | トップインターネットアルバム | 17         |

シングル -ビルボード（北米） 
| 年   | シングル         | チャート                 | ポジション |
| ---- | ---------------- | ------------------------ | ---------- |
| 2002 | 「暗闇を抜けて」 | アダルトコンテンポラリー | 15         |
| 2002 | 「希望の光」     | アダルトコンテンポラリー | 21         |
| 2003 | 「新しい人生」   | アダルトコンテンポラリー | 27         |